# Pierreval
Pierreval ist eine französische Gemeinde mit 522 Einwohnern (Stand: 1. Januar 2022) im Département Seine-Maritime in der Region Normandie (vor 2016: Haute-Normandie). Sie gehört zum Arrondissement Rouen und zum Kanton Le Mesnil-Esnard (bis 2015: Kanton Buchy). 

## Geographie
Pierreval liegt etwa 16 Kilometer nordöstlich von Rouen. Umgeben wird Pierreval von den Nachbargemeinden La Rue-Saint-Pierre im Norden, Longuerue im Osten und Nordosten, Bierville im Osten, Morgny-la-Pommeraye im Süden sowie Saint-André-sur-Cailly im Westen.

## Einwohnerentwicklung
| 1962                      | 1968 | 1975 | 1982 | 1990 | 1999 | 2006 | 2013 |
| ------------------------- | ---- | ---- | ---- | ---- | ---- | ---- | ---- |
| 153                       | 135  | 154  | 348  | 358  | 328  | 434  | 467  |
| Quelle: Cassini und INSEE |      |      |      |      |      |      |      |

## Sehenswürdigkeiten

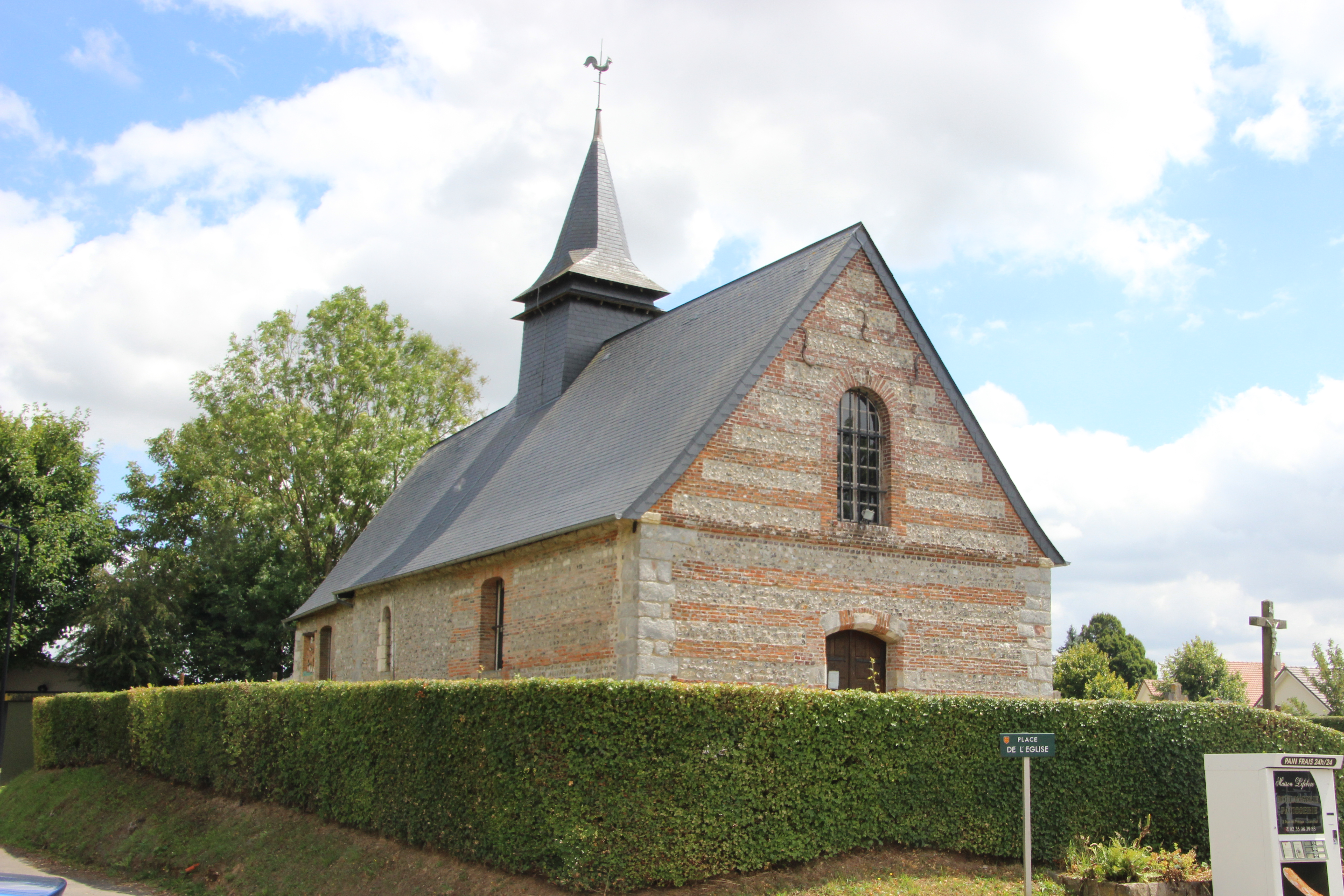
Kirche Saint-Martin

- Kirche Saint-Martin aus dem 13. Jahrhundert

## Persönlichkeiten
- Marie-Juliette Louvet (1867–1930), Schauspielerin, Großmutter von Rainier III. (Monaco)